# Бер-Рокс (Пенсільванія)
Бер-Рокс (англ. Bear Rocks) — переписна місцевість (CDP) в США, в окрузі Файєтт штату Пенсільванія. Населення — 1005 осіб (2020).

## Географія
Бер-Рокс розташований за координатами 40°7′39″ пн. ш. 79°27′49″ зх. д. / 40.12750° пн. ш. 79.46361° зх. д. (40.127496, -79.463621).  За даними Бюро перепису населення США в 2010 році переписна місцевість мала площу 6,86 км², з яких 6,86 км² — суходіл та 0,00 км² — водойми.

## Демографія
Згідно з переписом 2010 року, у переписній місцевості мешкало 1048 осіб у 457 домогосподарствах у складі 316 родин. Густота населення становила 153 особи/км².  Було 534 помешкання (78/км²).
Расовий склад населення:
| - 98,8 % — білих - 0,3 % — корінних американців - 0,3 % — азіатів - 0,1 % — чорних або афроамериканців |

До двох чи більше рас належало 0,6 %. Частка іспаномовних становила 0,5 % від усіх жителів.
За віковим діапазоном населення розподілялося таким чином: 17,7 % — особи молодші 18 років, 70,6 % — особи у віці 18—64 років, 11,7 % — особи у віці 65 років та старші. Медіана віку мешканця становила 46,7 року. На 100 осіб жіночої статі у переписній місцевості припадало 103,9 чоловіків;  на 100 жінок у віці від 18 років та старших — 106,0 чоловіків також старших 18 років.
Середній дохід на одне домашнє господарство  становив 68 110 доларів США (медіана — 67 865), а середній дохід на одну сім'ю — 80 411 долар (медіана — 76 518). Медіана доходів становила 64 632 долари для чоловіків та 36 382 долари для жінок. За межею бідності перебувало 8,5 % осіб, у тому числі 8,5 % дітей у віці до 18 років та 15,6 % осіб у віці 65 років та старших.
Цивільне працевлаштоване населення становило 522 особи. Основні галузі зайнятості: освіта, охорона здоров'я та соціальна допомога — 35,4 %, виробництво — 17,2 %, будівництво — 15,9 %.